# Lopidium concinnum
Lopidium concinnum là một loài Rêu trong họ Hookeriaceae. Loài này được (Hook.) Wilson mô tả khoa học đầu tiên năm 1854.